# Патагонский овсяночник
Патагонский овсяночник (лат. Phrygilus patagonicus) — птица из семейства танагровых. Подвидов не выделяют.

## Распространение
Патагонский овсяночник распространён в Аргентине и Чили. Его природные местообитания — это леса и пастбища умеренного пояса, субтропические или тропические сухие кустарники.

## Описание
Длина тела 14-16 см. Спина у самцов коричневатая, а у самок оливковая.

## Питание
Его рацион состоит в основном из семян, частей цветков, нектара, фруктов, насекомых, а также пищевых отходов человеческой деятельности.
Этих птиц обычно наблюдают парами.